# Липовитан
Липовитан (на японски: リポビタン) е енергийна напитка на японската фирма Taisho Pharmaceutical Co., Ltd.
Продава се в повече от 15 държави и региони, включително Сингапур, Тайланд, Китай, Филипините, Индонезия, Съединените щати, Великобритания и Обединените арабски емирства. В някои от тях съставките се различават от тези в Япония.

## История
През 1960 г. продуктът е пуснат като таблетки и ампули. В течния си вид наситения с таурин „Липовитан“ се приема доста добре от хората и президентът на компанията решава да го подобри.
През март 1962 г. започва да се предлага като фармацевтичен продукт с добавен вкус на ананас, който притъпява вкуса на активната съставка и прави „Липовитан“ по-лесен за пиене. На следващата година цената е намалена от 150 на 100 йени. От 31 март 1999 г. той е класифициран като квазилекарство (специална категория продукти в Япония).